# 迪化金汤永固残碑
迪化金汤永固残碑，简称为金汤永固碑或金汤永固残碑，是清朝乾隆年间在迪化城（今乌鲁木齐市天山区）方首石碑，1989年出土。现藏于乌鲁木齐市博物馆（新馆）。

## 历史
清朝乾隆二十八年（1763年），扩建迪化城（今乌鲁木齐市天山区一带）。光绪年间改建。迪化金汤永固残碑位于乾隆二十八年（1763年）修建的迪化城西侧城墙的护城河处。
1953年，中华人民共和国在拆除迪化城西侧城墙时，曾发现金汤永固碑。1989年8月，乌鲁木齐市开始修建红旗路地下商业街时，在红旗路中段，深1.5米处再次发现了迪化金汤永固残碑碑额。
迪化金汤永固残碑现存于位于乌鲁木齐市文化中心的乌鲁木齐市博物馆新馆之中，作为“乌鲁木齐历史陈列展”的一部分展出。

## 现状
迪化金汤永固残碑残高94厘米，宽94厘米，厚24厘米，由硬质砂岩石雕刻而成。迪化金汤永固残碑仅剩碑额，额面有深浮雕的二龙戏珠图案，二龙龙身和龙尾沿着石碑碑廓相互盘卷，形成绞丝形。浮雕深度有2厘米。两只龙的鳞甲较为清晰，两只龙的面部刻画不一，其中一只面容较为丰满，另一只面容则较为清癯。在龙爪下部阴刻有竖行楷书四字，“金汤永固”，其中“金汤永”较为清晰，几个字较小且笔划较细，雕刻也较浅。石碑碑身遗失，碑文无处可查。不过可推测立碑之意为该城固若金汤，坚不可摧，可能是用于奠基的奠基碑石。